# Kaiserstraße 78 (Mönchengladbach)

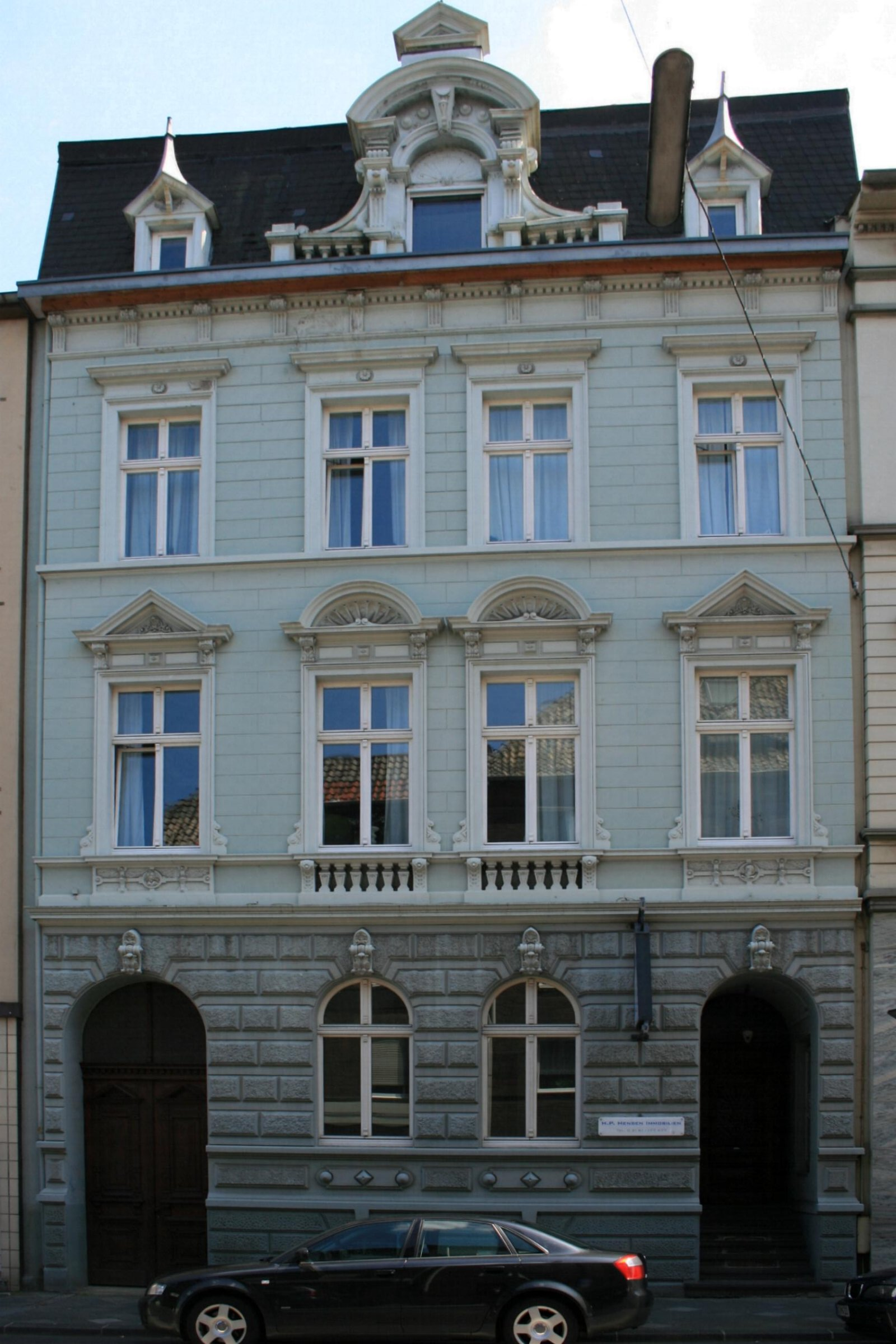
Wohnhaus (2010)

Das Wohnhaus Kaiserstraße 78 steht in Mönchengladbach (Nordrhein-Westfalen).
Das Gebäude wurde um die Jahrhundertwende erbaut. Es wurde unter Nr. K 013  am 4. Dezember 1984 in die Denkmalliste der Stadt Mönchengladbach eingetragen.

## Architektur
Das dreigeschossige Vier-Fenster-Haus mit ausgebildetem Mansarddach wurde um die Jahrhundertwende erbaut. Rechtsseitig befindet sich der Hauseingang, linksseitig ein Durchgang mit Tür zum Hof.